# Croix d'Aromas
La croix d'Aromas est une croix monumentale située dans la commune française d'Aromas.

## Généralités
La croix est située sur le parvis de l'église Saint-André, dans la commune d'Aromas, appartenant au département du Jura, en région Bourgogne-Franche-Comté.

## Histoire
La croix est datée du XIVe siècle ou XVe siècle.
Elle est classée au titre des monuments historiques par arrêté du 24 novembre 1906.

## Description
Érigé en pierre, l'ensemble se compose d'un socle carré, d'un fût octogonal et du croisillon séparé par un chapiteau. Celui-ci est décoré de fleurons et d'autres expressions végétales. 
Au niveau iconographique, un Christ est présent sur un des côté de la croix et une Vierge à l'enfant sur l'autre côté. Sous les bras du croisillon, des statues de saint Pierre et saint André sont également présentes.